# The Old Clerk
The Old Clerk è un cortometraggio muto del 1913 scritto e diretto da Henry MacRae.

## Produzione
Il film fu prodotto dalla Selig Polyscope Company.

## Distribuzione
Distribuito dalla General Film Company, il film - un cortometraggio di una bobina - uscì nelle sale cinematografiche statunitensi il 24 marzo 1913.